# أيزو 5
أيزو 5 هو معيار دولي لقياس كثافة في التصوير الفوتوغرافي والرسم التكنولوجيا.